# 2024 en santé et médecine
| Années de la santé et de la médecine : 2021 - 2022 - 2023 - 2024 - 2025 - 2026 - 2027    |
| Décennies de la santé et de la médecine : 1990 - 2000 - 2010 - 2020 - 2030 - 2040 - 2050 |

Cet article présente les faits marquants de l'année 2024 en santé et médecine.

## Événements

### Janvier
- x

### Février
- x

### Mars
- x

### Avril
- x

### Mai
- x

### Juin
- x

### Juillet
- x

### Août
- x

### Septembre
- x

### Octobre
- x

### Novembre
- x

### Décembre
- x

## Décès
- x

#### 2024 dans le reste du monde
- 2024 dans le monde
- 2024 en Europe, 2024 dans l'Union européenne, 2024 en Belgique, 2024 en France, 2024 en Italie, 2024 en Suisse
- 2024 en Afrique • 2024 par pays en Asie • 2024 en Océanie
- 2024 par pays en Amérique, 2024 au Canada, 2024 aux États-Unis
- 2024 aux Nations unies
- Décès en 2024